# Хаджииванов, Крестьо Георгиев
Крестё Георгиев Хаджииванов (болг. Кръстьо Георгиев Хаджииванов; 25 декабря 1929, Капатово, община Петрич, Болгария — 27 июня 1952, Чучулигово, община Петрич, Болгария) — болгарский поэт, диссидент.

## Биография
Во время Второй мировой войны, в возрасте 13 лет, участвовал в болгарском партизанском движении. В 1940 году года он публикует в журнале «Для народа» сатиру «Победа Гитлера», в 1948 году «Безумец», «Деньги и власть». Позже он публикует стихотворение «Сибирь» (1950 г.), « Не хотим рабства и войны», «Убийцы», «Против рабства» и другие, в которых протестует против болгарских властей того времени.
После 9 сентября 1944 года за свои стихотворения он подвергался гонениям со стороны коммунистических болгарских властей. Был отправлен за свои политические взгляды на урановые шахты в Сеславцы, Софийской области, откуда он сбежал после забастовки и был вынужден жить на нелегальном положении. Его короткая 22-летняя жизнь прошла в тяжёлом физическом труде, в умственной нагрузке и экстремальных условиях полулегального и нелегального положения. Был убит 27 июня 1952 года возле села Чучулигово.

## Творчество
В своих стихотворениях Крестьо Хаджииванов остро критикует несправедливость сталинистского режима, существовавшего в то время в Болгарии и описывает будущее, которое он видит в «человеческом братстве», «глубокой веры в добро» и в единстве Европы «без границ», где существует «мир любви и правды». Многие европейские политические деятели представляют поэзию Крестьо Хаджииванова как поэзию человеческой свободы и достоинства. Болгарская политическая эмиграция считала поэзию Крестьо Хаджииванова символом своей борьбы с коммунистической властью Болгарии.

## Публикации
После его смерти в разных странах издаются сборники его стихотворений. В 1990 году в Чехии выходит сборник «Стиховорения и поэмы», в 2003 году в Словакии издаётся сборник «Plamene lasky k slobode». В Болгарии издают сборники «Эдельвейс на кресте» (1996 г.), «Воскресшие песни» (1998 г.), «Неуслышанные песни» (1999 г.), «Орлинные песни о свободе» (2006 г.), «Мысли под звёздами» (2007 г.).
Фонд «Спартак» и «Мелнишкие вечера поэзии» с 2006 года учредили ежегодную международную награду имени поэта «Крестьо Хаджииванов».